# Maria Josefa Recio Martin
Maria Josefa Recio Martin (ur. 19 marca 1846 w Grenadzie, zm. 30 października 1883 w Ciempozuelos) – hiszpańska Służebnica Boża Kościoła katolickiego.

## Życiorys
Urodziła się 19 marca 1846 roku. Mając 10 lat straciła rodziców, wówczas pracowała jako krawcowa, aby utrzymać rodzinę. W 1871 roku poznała Marię Angustias Gimenez Vera. W 1877 roku św. Benedykt Menni założył szpital psychiatryczny i razem z Marią opiekował się chorymi. Wraz z Marią Angustias Gimenez Verą założyła zgromadzenie Sióstr Szpitalnych Najświętszego Serca Jezusowego. Zmarła 30 października 1883 roku mając 37 lat. W 1991 roku rozpoczął się jej proces beatyfikacyjny.